# Regierung Thorn-Vouel-Berg

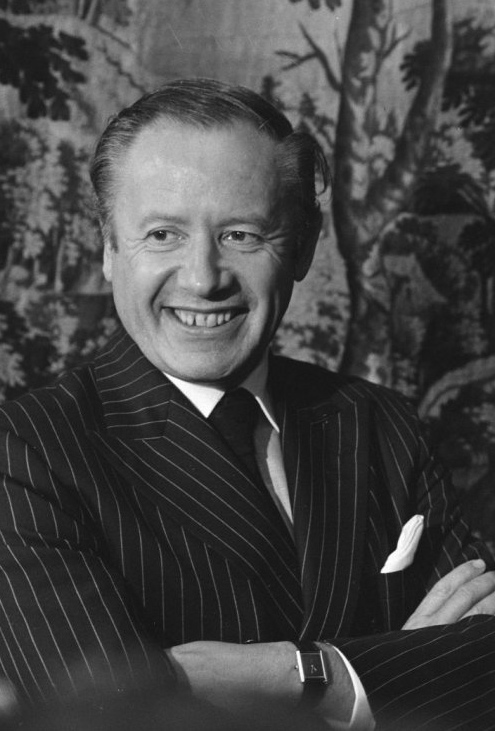
Gaston Thorn war zwischen 1974 und 1979 Premierminister von Luxemburg

Die Regierung Thorn-Vouel-Berg (Alternativname: Regierung Thorn) wurde in Luxemburg am 15. Juni 1974 von Premierminister Gaston Thorn von der Demokratesch Partei (DP) nach der Kammerwahl vom 26. Mai 1974 gebildet. Sie löste die Regierung Werner-Schaus II ab und blieb bis zur Ablösung durch die Regierung Werner-Thorn-Flesch am 16. Juli 1979 im Amt. Der Regierung gehörten Vertreter der Demokratesch Partei (DP) sowie der Lëtzebuerger Sozialistesch Aarbechterpartei (LSAP) an.

## Minister
Der Regierung gehörten folgende Minister an:
| Amt                                                        | Amtsinhaber                | Partei | Beginn der Amtszeit              | Ende der Amtszeit                |
| ---------------------------------------------------------- | -------------------------- | ------ | -------------------------------- | -------------------------------- |
| Premierminister, Staatsminister                            | Gaston Thorn               | DP     | 15. Juni 1974                    | 16. Juli 1979                    |
| Außenminister und Außenhandelsminister                     | Gaston Thorn               | DP     | 15. Juni 1974                    | 16. Juli 1979                    |
| Vize-Premierminister                                       | Raymond Vouel Bernard Berg | LSAP   | 15. Juni 1974 16. September 1977 | 19. Juli 1976 16. Juli 1979      |
| Finanzminister                                             | Raymond Vouel Jacques Poos | LSAP   | 15. Juni 1974 21. Juli 1976      | 19. Juli 1976 16. Juli 1979      |
| Minister für Arbeit und soziale Sicherheit                 | Bernard Berg               | LSAP   | 15. Juni 1974                    | 16. Juli 1979                    |
| Minister für Familien, Wohnungsbau und soziale Solidarität | Bernard Berg               | LSAP   | 15. Juni 1974                    | 16. Juli 1979                    |
| Minister für nationale Wirtschaft und Mittelstand          | Marcel Mart Gaston Thorn   | DP     | 15. Juni 1974 16. September 1977 | 8. September 1977 16. Juli 1979  |
| Minister für Verkehr, Tourismus und Energie                | Marcel Mart                | DP     | 15. Juni 1974                    | 8. September 1977                |
| Umweltminister                                             | Émile Krieps               | DP     | 15. Juni 1974                    | 16. Juli 1977                    |
| Minister für Verkehr und Energie                           | Joseph Barthel             | DP     | 16. September 1977               | 16. Juli 1979                    |
| Minister für Umwelt und Tourismus                          | Joseph Barthel             | DP     | 16. September 1977               | 16. Juli 1979                    |
| Minister für Volksgesundheit und Verteidigungsminister     | Émile Krieps               | DP     | 15. Juni 1974                    | 16. Juli 1979                    |
| Minister für den öffentlichen Dienst                       | Émile Krieps               | DP     | 15. Juni 1974                    | 16. Juli 1979                    |
| Minister für Leibeserziehung und Sport                     | Gaston Thorn Émile Krieps  | DP     | 15. Juni 1974 16. September 1977 | 15. September 1977 16. Juli 1979 |
| Innenminister                                              | Joseph Wohlfart            | LSAP   | 15. Juni 1974                    | 16. Juli 1979                    |
| Minister für nationale Bildung und Justizminister          | Robert Krieps              | LSAP   | 15. Juni 1974                    | 16. Juli 1979                    |
| Minister für Landwirtschaft und Weinbau                    | Jean Hamilius              | DP     | 15. Juni 1974                    | 16. Juli 1979                    |
| Minister für öffentliche Arbeiten                          | Jean Hamilius              | DP     | 15. Juni 1974                    | 16. Juli 1979                    |